# Quévy-le-Grand
Quévy-le-Grand is een dorp in de Belgische provincie Henegouwen en een van de deelgemeenten van Quévy. Quévy-le-Grand was een zelfstandige gemeente tot aan de gemeentelijke herindeling van 1977. Quévy-le-Grand ligt dicht bij de Franse grens, halverwege tussen de Belgische stad Mons (op een kleine 10 km) en het Franse Maubeuge, nabij de weg N6 tussen beide steden. De dorpskern ligt op slechts een goede kilometer van die van Quévy-le-Petit.

## Demografische ontwikkeling
- Bronnen:NIS, Opm:1831 tot en met 1970=volkstellingen

Deelgemeenten: Asquillies · Aulnois · Blaregnies · Bougnies · Genly · Givry · Gœgnies-Chaussée · Havay · Quévy-le-Grand · Quévy-le-Petit

Belgische gemeenten · Arrondissement Bergen · Henegouwen · Wallonië